# Jaskinia Spismichałowa
Jaskinia Spismichałowa (słow. Spismichalova jaskyňa, Ľadová jaskyňa) – jaskinia w stokach Horwackiego Wierchu w słowackich Tatrach Wysokich. Wejście do niej znajduje się w północnych zboczach Doliny Spismichałowej, będącej boczną odnogą Doliny Białej Wody, na wysokości 1625 metrów n.p.m. (w literaturze podawane są wysokości 1590 metrów lub około 1650 metrów). Długość korytarzy wynosi około 50 metrów (według innych źródeł 40 metrów lub 80 metrów).
Duży otwór jaskini (5 × 5 metrów) widoczny jest z szosy do Morskiego Oka w okolicach Wanty. Za nim znajduje się prosty korytarz o długości ok. 25 m, kończący się prostopadłym do niego drugim korytarzem, przechodzącym dalej w oblodzoną szczelinę.
Jaskinia jest znana od dawna, pozostawiano w niej sól dla przebywających w okolicy zimą kozic. Jako pierwszy Jaskinię Spismichałową opisał Adam Gadomski, który dotarł do niej w 1923 roku ze Stanisławem Sokołowskim. W 1958 roku jaskinię zbadali Kazimierz Grotowski i Kazimierz Kowalski.
W 2004 roku na wschód od Jaskini Spismichałowej odkryto Cień Księżyca – najdłuższą obecnie znaną jaskinię w Tatrach.

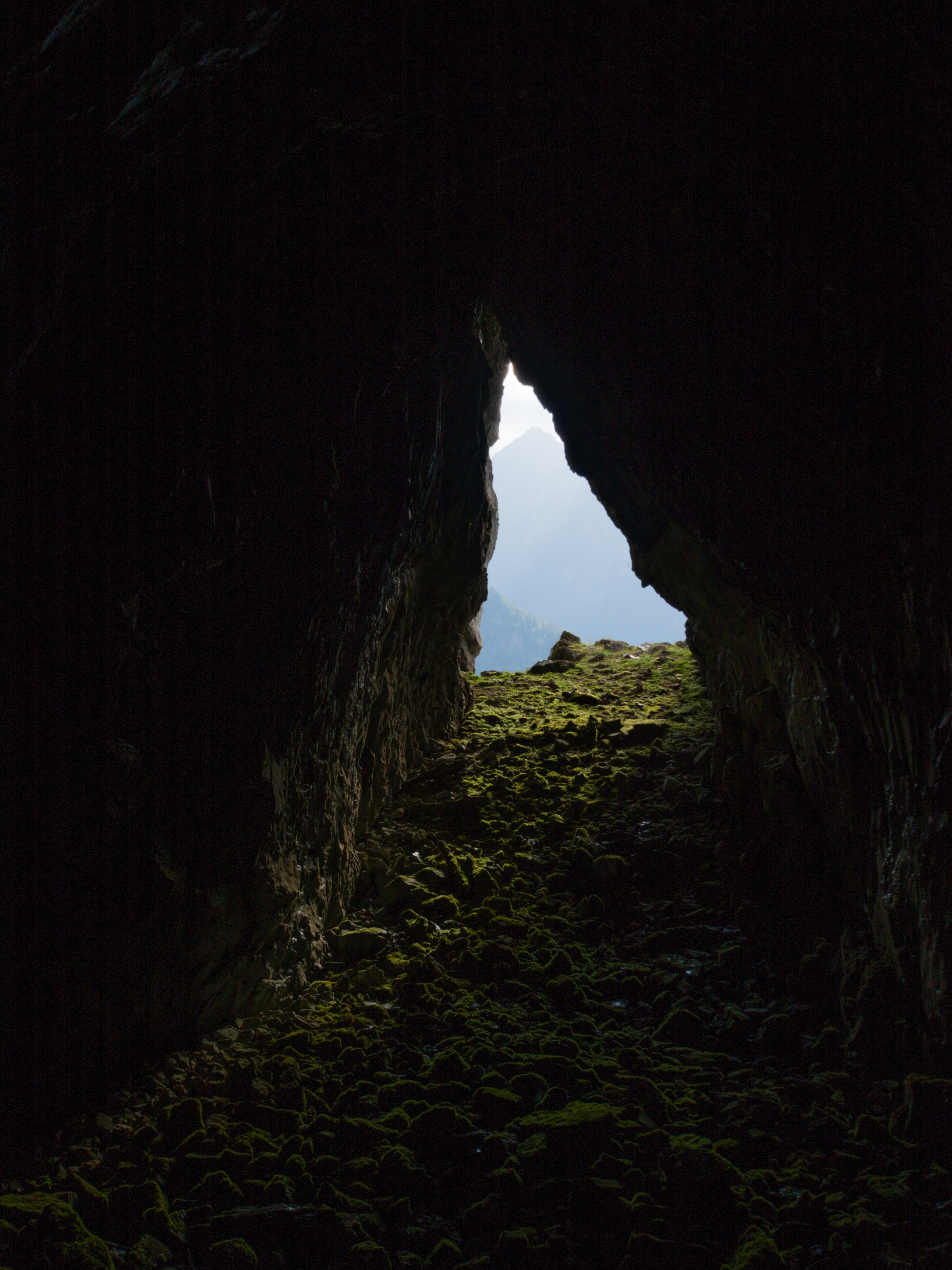
Początkowy korytarz i otwór jaskini z widokiem na Miedziane